# Hotel Schweizerhof Zürich

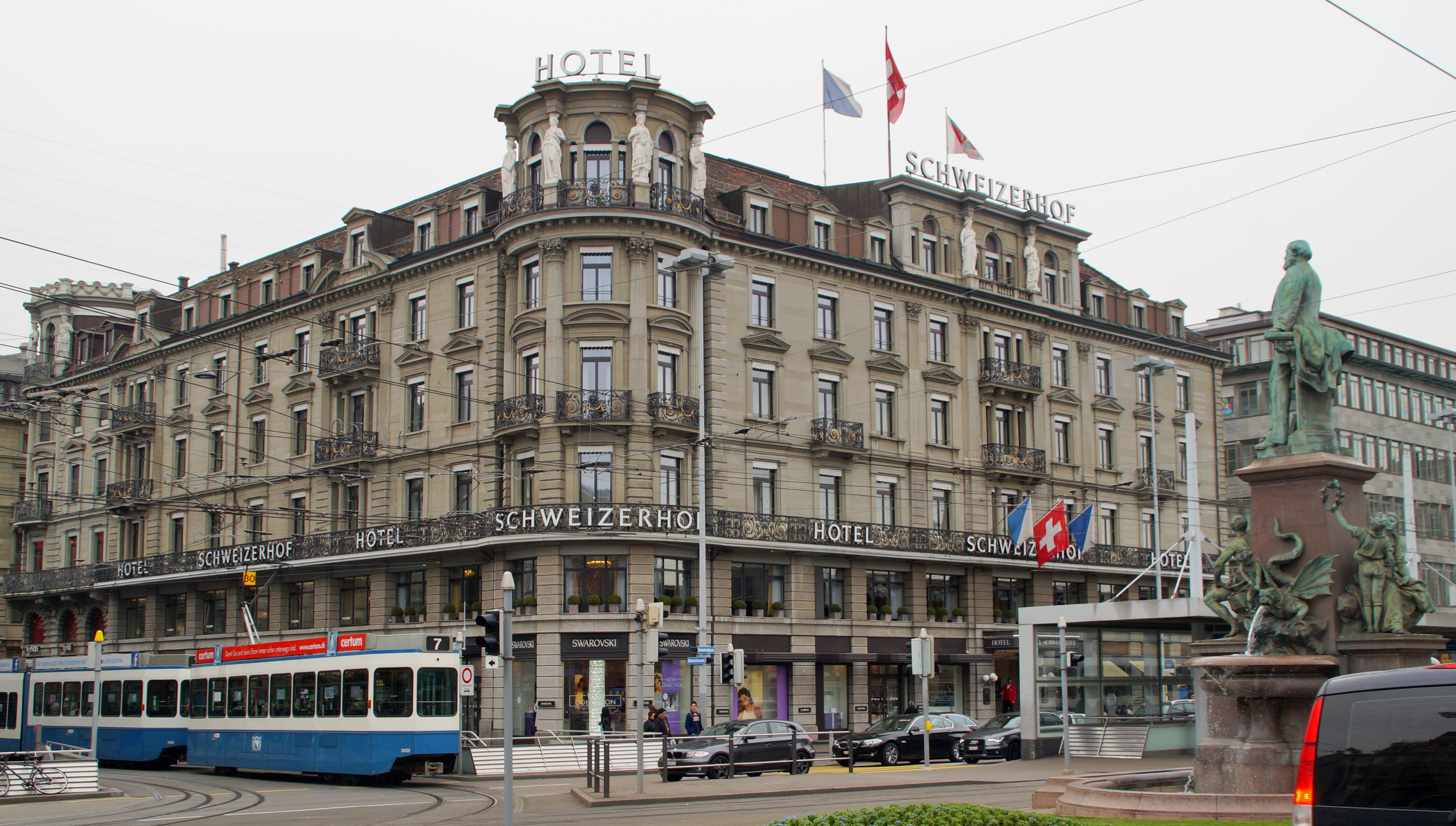
Hotel Schweizerhof Zürich (2015)

Das Hotel Schweizerhof Zürich (bis 1947: Hotel National) ist ein 5-Sterne-Hotel in Zürich am Bahnhofplatz, das 1877 eröffnet wurde. Es besteht aus vier zusammengelegten Gebäuden.

## Geschichte
Im letzten Viertel des 19. Jahrhunderts, nach dem Bau des Zürcher Hauptbahnhofs, wurde der Bahnhofplatz zu einem wichtigen Zentrum des Zürcher Hotelwesens. In dieser Zeit entstanden dort die ersten Grand Hotels.
Das Hotel wurde in zwei Etappen zwischen 1877 und 1881 nach den Plänen der Architekten Heinrich Honegger-Näf (1843–1907) und Julius Bosshard erbaut. Es bestand zunächst aus zwei Gebäuden an der Bahnhofstrasse 93 und am Bahnhofplatz 7. 1880 wurde das Gebäude Bahnhofstrasse 91 ins Hotel integriert und 1893 erfolgte die Integration des Hauses Lintheschergasse 24. Somit besteht das Hotel seit 1893 aus vier Gebäuden.
Das Anwesen wurde 1908 von Pfleghard und Haefeli im Jugendstil umgebaut. 1930 erfolgte ein erneuter Umbau durch Otto Honegger. Die Sandsteinfassade im typischen Nobelhotel-Erscheinungsbild, mit karyatidengeschmückten Eckrisaliten lässt die vier Gebäude als ein Einziges erscheinen. Sie ist als Kulturgut denkmalgeschützt.
Im Erdgeschoss des Hotels eröffnete Alfred Kuoni 1910 ein Reisebüro der späteren Kuoni Reisen Holding AG.
Der Künstler Alex Walter Diggelmann gestaltete 1935 das Poster Red Doorman, das auch als Logo des Hotels dient.
1947 erwarb der Zürcher Architekt und Kulturförderer Otto Streicher (1887–1968) das Hotel von der Schweizerischen Volksbank. Heute ist das Hotel in Privatbesitz und verfügt über 95 Zimmer, ein Restaurant, eine Bar und ein Café.